# Памятник Андрею Иванову (Киев)
Памятник Андрею Иванову — бронзовый монумент революционеру, советскому государственному и партийному деятелю, одному из руководителей Январского восстания в 1918 году Андрею Васильевичу Иванову.
Его установили 25 января 1976 года в Печерском районе Киева в сквере, на перекрёстке улиц Андрея Иванова и Суворова (ныне Бутышев переулок и улица Омеляновича-Павленко).
Авторы — скульптор М. Вронский, архитектор — В. Гнездилов.
Размеры: общая высота — 5,42 м, бюста — 1,5 м, постамента — 3,5 м, стилобата — 0,42 м.
Монумент представлял собой бронзовый бюст на гранитном пьедестале.
Бронзовый бюст А. В. Иванова, был установлен на вертикальном прямоугольном пилоне-пьедестале из красного гранита, по типовой пространственно-композиционной схеме относился к, так называемым, памятникам-бюстам, которые берут начало от античных придорожных герм, имевших кроме портретной части и текстовую: имя, сентенции и перечень добродетелей изображенного. На фасадной стороне пилона аннотационная надпись накладными бронзовыми буквами на украинском языке: Партійний і державний діяч, один з керівників збройних повстань за владу Рад у місті Києві в 1917—1918 роках Андрій Васильович Іванов 1888—1927. Композиция бюста выполнена в динамике, благодаря повороту головы. Реалистичная портретная характеристика сочеталась с пластической обобщенностью моделирования, придавала памятнику черты внеличностной типизации и определенной дидактической унифицированности образной трактовки, характерной для социалистического реализма, насаждаемого в искусстве коммунистической идеологией.
Отделка красным гранитом расположенных рядом с бюстом фонтана в сквере и колонн многоэтажного дома придавала памятнику роль одной из композиционно-пластических доминант архитектурной окружающей среды.
В ночь на 27 мая 2015 года памятник был разрушен неизвестными.